# Ness
Ness (em irlandês Neasa, em irlandês antigo, Neas), também chamada de 
Nessa, é uma princesa do Ulster e mãe de Conchobar mac Nessa no Ciclo do Ulster da mitologia irlandesa.

## História
Ness era filha de Eochaid Sálbuide, rei do Ulster. De acordo com uma versão da lenda, certa vez ela perguntou ao druida Cathbad para que aquele dia seria bom, e ele respondeu que era um bom dia para conceber um rei. Não havia nenhum outro homem por perto, portanto ela levou Cathbad para a cama, e Conchobar foi concebido.
Em outra versão, Ness foi criada por doze padrastos. Cathbad, que era um guerreiro comandando um grupo de 27 homens sem terra antes de se tornar um druida, liderou uma incursão à casa dos padrastos dela, matando-os a todos. Ness jurou vingança e tornou-se uma guerreira, liderando seu próprio bando de 27 homens na tentativa de achar o culpado. Todavia, um dia ela foi banhar-se sozinha. Cathbad encontrou-a sozinha e desarmada e exigiu que ela se tornasse sua esposa. Ela não tinha nenhuma outra opção a não ser concordar. Casaram-se e no devido tempo Ness deu à luz Conchobar, que foi criado como filho de Cathbad, embora seu verdadeiro pai possa ter sido o amante de Ness, Fachtna Fáthach, o Grande Rei da Irlanda.
Quando Conchobar fez sete anos, Fergus mac Róich era rei do Ulster, e ele apaixonou-se por Ness. Ela consentiu em casar-se com ele sob uma condição - que ele abdicasse de sua realeza por um ano em favor de Conchobar, para que seus filhos pudessem denominar-se de filhos de rei. Fergus consultou seus nobres e eles informaram-lhe que o garoto seria rei apenas nominalmente, de forma que ele concordou. Mas Conchobar, aconselhado por sua mãe, foi tão habilidoso em distribuir riquezas e presentes, que findo o ano, os homens do Ulster não quiseram Fergus de volta, e Conchobar conservou a realeza.
Ness também foi mãe, por incesto com Conchobar, de Cormac Cond Longas.